# Holoneurus raptor
Holoneurus raptor är en tvåvingeart som beskrevs av Boris Mamaev 1966. Holoneurus raptor ingår i släktet Holoneurus och familjen gallmyggor. Inga underarter finns listade i Catalogue of Life.